# César Kist
César Kist (* 22. Oktober 1964 in Santa Cruz do Sul) ist ein ehemaliger brasilianischer Tennisspieler.

## Karriere
Kist trat 1982 bei der Juniorenausgabe von Wimbledon auf der ITF Junior Tour an und schied in der ersten Runde aus.
Schon ein Jahr zuvor trat er erstmals bei Turnieren der Challenger- und der ATP-World-Tour-Ebene an, wobei er in den ersten Jahren ausschließlich auf brasilianischem Boden spielte. Im Sommer 1984 reiste er das erste Mal zu Turnieren in Europa, wo sein größter Erfolg die Teilnahme am Halbfinale im Doppel des Challengers in Neunkirchen war, das er und sein Partner Edvaldo Oliveira gegen die späteren Turniersieger verloren. Im Dezember 1985 folgte sein erstes Einzelfinale beim Challenger von Rio de Janeiro, in welchem er Víctor Pecci unterlag; dies blieb das einzige hochklassige Einzelfinale seiner Karriere – vier weitere Male scheiterte er im Halbfinale eines Challengers.
Im Jahr 1986 kam er mit Ricardo Acioly erstmals in ein Finale der World Tour in Washington, als sie gegen Hans Gildemeister und Andrés Gómez verloren. Später in diesem Jahr gewann Kist an der Seite von João Soares den Doppeltitel von São Paulo. Im Folgejahr erreichten er und Soares erneut das Finale, kassierten aber eine Niederlage gegen Ronnie Båthman und Carlos di Laura. Auch 1988 unterlagen er und sein Partner Pablo Albano in der Finalrunde. Früher in diesem Jahr hatten er und Eduardo Furusho das Challengerfinale von Tarbes verloren. Im Jahr 1989 folgte seine zweite und letzte erfolglose Finalteilnahmen auf der World Tour in Guarujá. Bis zu seinem Karriereende folgten sechs weitere Finalteilnahmen bei Challengern, die er und sein jeweiliger Doppelpartner allesamt verloren. 1988 in São Paulo gelang Kist das einzige Mal der Einzug in ein Viertelfinale der höchsten Turnierebene.
1993 spielte er letztmals Turniere. Nach seiner aktiven Karriere war er Mitglied der Trainerkommission der ITF.

## Erfolge
| Legende (Anzahl der Siege) |
| -------------------------- |
| Grand Slam                 |
| ATP-Weltmeisterschaft      |
| Masters Series             |
| Championship Series        |
| World Series Grand Prix    |
| ATP Challenger Series (1)  |

### Doppel

#### Turniersiege
| Nr. | Datum            | Turnier   | Belag     | Partner     | Finalgegner                 | Ergebnis      |
| --- | ---------------- | --------- | --------- | ----------- | --------------------------- | ------------- |
| 1.  | 3. November 1986 | São Paulo | Hartplatz | João Soares | Dácio Campos Carlos Kirmayr | 6:4, 3:6, 6:3 |

#### Finalteilnahmen
| Nr. | Datum           | Turnier    | Belag     | Partner        | Finalgegner                    | Ergebnis |
| --- | --------------- | ---------- | --------- | -------------- | ------------------------------ | -------- |
| 1.  | 28. Juli 1986   | Washington | Sand      | Ricardo Acioly | Hans Gildemeister Andrés Gómez | 3:6, 5:7 |
| 2.  | 6. Februar 1989 | Guarujá    | Hartplatz | Mauro Menezes  | Ricardo Acioly Dácio Campos    | 6:7, 6:7 |